# 舒瓦西耶河畔拉芒布罗勒
舒瓦西耶河畔拉芒布罗勒（法語：La Membrolle-sur-Choisille，法語發音：[la mɑ̃bʁɔl syʁ ʃwazij] ⓘ）是法国安德尔-卢瓦尔省的一个市镇，位于该省中部，省会图尔市区西北约4公里，属于图尔区和图尔-卢瓦尔河谷都会区。

## 地理
舒瓦西耶河畔拉芒布罗勒（47°26'17"N, 0°38'22"E）面积6.87 平方千米，位于法国中央-卢瓦尔河谷大区安德尔-卢瓦尔省，该省份为法国中西部省份，北起萨尔特省、东北接卢瓦-谢尔省，东南接安德尔省，南至维埃纳省，西临曼恩-卢瓦尔省。
与舒瓦西耶河畔拉芒布罗勒接壤的市镇（或旧市镇、城区）包括：沙朗蒂伊、丰代特、梅特赖、卢瓦尔河畔圣西尔。
舒瓦西耶河畔拉芒布罗勒的时区为UTC+01:00、UTC+02:00（夏令时）。

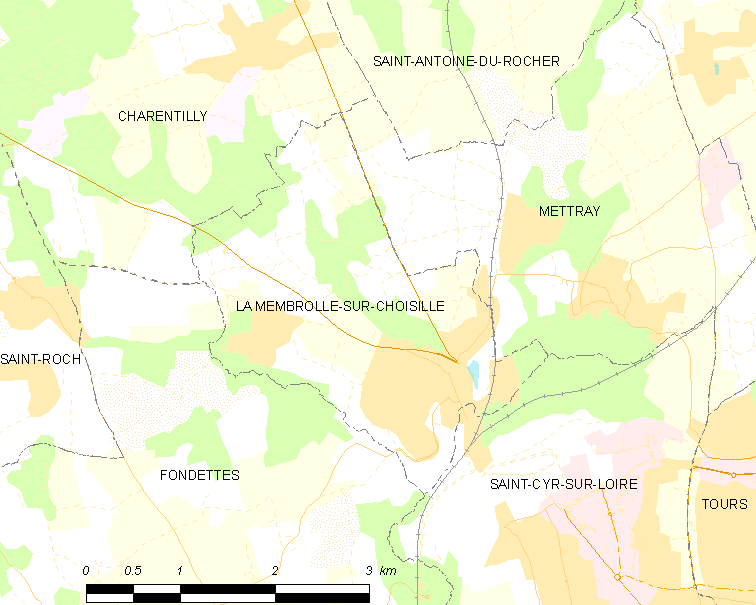
舒瓦西耶河畔拉芒布罗勒的OSM定位图

## 行政
舒瓦西耶河畔拉芒布罗勒的邮政编码为37390，INSEE市镇编码为37151。

## 政治
舒瓦西耶河畔拉芒布罗勒所属的省级选区为卢瓦尔河畔圣西尔县。

## 交通
安德尔-卢瓦尔省省道D76线、D938线（图尔－勒芒）和D959线（图尔－拉弗莱什）在舒瓦西耶河畔拉芒布罗勒境内交汇。
图尔公交51路经过境内。
布雷蒂尼－舒瓦西耶河畔拉芒布罗勒铁路在境内与勒芒－图尔铁路交汇，但火车站已经废弃。

## 人口
舒瓦西耶河畔拉芒布罗勒于2022年1月1日时的人口数量为3270人。

1962-2008年间舒瓦西耶河畔拉芒布罗勒人口变化图示

## 友好城市
- 德国 布拉赫巴赫
- 加拿大 皮埃尔维尔